# WUSA (film, 1970)
Pour les articles homonymes, voir WUSA.
WUSA est un film américain réalisé par Stuart Rosenberg, sorti en 1970.

## Fiche technique
- Titre : WUSA
- Réalisation : Stuart Rosenberg
- Scénario : Robert Stone d'après son roman Hall of Mirrors
- Production : John Foreman et Paul Newman
- Musique : Lalo Schifrin
- Photographie : Richard Moore
- Montage : Bob Wyman
- Pays de production : États-Unis
- Format : couleurs - 2,35:1 - mono
- Genre : drame
- Durée : 115 minutes
- Dates de sortie :
  - États-Unis : 19 août 1970 (New York) ; 23 juin 1971 (sortie nationale)
  - France : 26 juillet 1972

## Distribution
Note : Bien que WUSA soit sorti en France en 1972, le film bénéficie d'une VF dite "tardive".
- Paul Newman (VF : Marc Cassot) : Rheinhardt
- Joanne Woodward (VF : Michèle Bardollet) : Geraldine
- Anthony Perkins (VF : Edgar Givry) : Rainey
- Laurence Harvey (VF : Jean-Luc Kayser) : Farley
- Pat Hingle (VF : Antoine Marin) : Bingamon
- Michael Anderson Jr. : Marvin
- Leigh French (en) : une fille
- Bruce Cabot (VF : Jean Violette) : King Wolyoe
- Cloris Leachman (VF : Catherine Hubeau) : Philomene
- Moses Gunn (VF : Robert Liensol) : Clotho
- Robert Quarry (en) (VF : Jacques Frantz) : Noonan, le directeur de WUSA
- Hal Baylor : Shorty
- Clifton James (VF : Georges Atlas) : Speed, le marin du bar
- Tol Avery : un sénateur
- Paul Hampton : Rusty Fargo
- Lucille Benson : la deuxième mère de famille
- Susan Batson : une adolescente
- Zara Cully : la femme aux cheveux blancs
- Jim Boles : le vendeur de hot-dogs (non crédité)
- David Huddleston : l'homme corpulent (non crédité)
- Richard LaMarr (en) (VF : Antoine Marin) : le patron du bar (non crédité)
- Jesse Vint : le jeune docteur (non crédité)